# أندري بوتابينكو
أندري بوتابينكو هو لاعب كرة قدم بيلاروسي في مركز الوسط، ولد في 9 فبراير 2000 في مينسك في بيلاروس. شارك مع منتخب بيلاروسيا تحت 21 سنة لكرة القدم. أما مع النوادي، فقد لعب مع باتي بوريسوف ونادي سلوتسك ونادي غوميل.

## وصلات خارجية
- أندري بوتابينكو على موقع قاعدة بيانات كرة القدم.إي يو (الإنجليزية)
- أندري بوتابينكو على موقع Soccerway.com (الإنجليزية)